# Sofia Ahlbom
Sofia Carolina Ahlbom (Västerås, 25 novembre 1803 - Stockholm, 8 juin 1868), est une polymathe et féministe suédoise, pionnière de la photographie.

## Biographie
Fille d'un orfèvre, au cours de sa carrière, Sofia Ahlbom fut photographe, lithographe, dessinatrice, graveuse, poète, écrivaine et cartographe.
Enfant, elle a montré un talent précoce pour le dessin et a été formée par le graveur Grandel dans le dessin puis dans la gravure. Après la mort de son père en 1822, elle et sa sœur Gustafva Ahlbom ont fondé et géré une école de filles pour subvenir à leurs besoins et à ceux de leur mère. En parallèle, elle réalise des gravures sur commande pour des clients parmi les orfèvres de la ville. Une riche bienfaitrice a admiré son talent et lui a conseillé de s'établir dans la capitale.
En 1832, Sofia Ahlbom s'installe à Stockholm avec sa mère et sa sœur, où elle ne peut subvenir à ses besoins et à ceux de sa famille qu'en tant qu'artiste professionnelle. Elle ne s'est jamais mariée, mais a vécu avec sa mère et sa sœur toute sa vie. Elle a été décrite comme une personnalité vivante avec une vision pratique et efficace de la vie : « Un regard plus brillant sur la vie et ses circonstances, aux côtés d'un esprit plus clair et d'une tête plus sensible que celle de mademoiselle Ahlbom, serait difficile à trouver. Elle est, quand il s'agit d'affaires, si pratique, qu'aucun homme ne pourrait l'être davantage. »

## Graveuse
Sofia Ahlbom était d'abord connue pour ses gravures sur cuivre, argent et or. De 1842 à 1843, elle est active à Paris, où elle réalise plusieurs lithographies pour l'artiste Jacob[Qui ?]. Elle a pu effectuer plusieurs voyages à l'étranger pour étudier les techniques d'art dans lesquelles elle s'était spécialisée.

## Photographe
Sofia Ahlbom était également active en tant que photographe professionnelle. En 1864, il est mentionné qu'elle avait été une photographe à succès pendant plusieurs années auparavant, mais il n'est pas dit en quelle année elle a fait ses débuts.

## Cartographe
Sofia Ahlbom était employée comme cartographe par la Navigationsskolan (Université de navigation) de Stockholm. Elle a interprété les inscriptions des médailles de Stockholms Slöjdskola (École des arts et métiers de Stockholm) et de la Krigsakademien vid Karlberg (Académie militaire de Karlberg). Elle a fait les inscriptions pour le livre héraldique de la Riddarhuset (1861-1864).

## Écrivaine
Sofia Ahlbom était également active en tant qu'écrivaine et a produit des publications à la fois en poésie et en prose. Décrite comme une autodidacte très savante, elle était bien considérée dans les milieux littéraires. Fredrika Bremer a mentionné Sofia Ahlbom avec respect dans Livet i gamla världen (1862).

## Questions politiques
Figure du féminisme, Sofia Ahlbom s'est également engagée dans des questions politiques. Au cours des années 1850, l'un des problèmes les plus débattus concernant les droits des femmes a été la mise en place d'un système d'aide à la retraite pour les enseignantes professionnelles, soutenu par le gouvernement. Cela a été réalisé à l'initiative de Josefina Deland grâce à la mise en place du fonds de pension pour les enseignantes, en 1855, mais le projet risquait de ne jamais être réalisé en raison de l'incompétence des responsables. Sofia Ahlbom a succédé à Deland en tant que secrétaire de l'organisation après son approbation par le gouvernement, poste qu'elle a occupé pendant la période de 1859–1864.